# Oostenrijk op het Eurovisiesongfestival 1966
Oostenrijk nam deel aan het Eurovisiesongfestival 1966 in Luxemburg. Het was de tiende deelname van Oostenrijk aan het Eurovisiesongfestival en tevens de eerste keer dat dit land het festival won. In totaal deden er 18 landen mee.
De Oostenrijke deelnemer was Udo Jürgens met het liedje Merci, Chérie. Hij kreeg een totaal van 31 punten en eindigde hiermee op de eerste plek. Voor Jürgens was dit de derde keer dat hij aan het festival meedeed.
De tweede plek ging naar Lill Lindfors en Svante Thuresson uit Zweden (16 punten), de derde plek naar de Noorse Åse Kleveland (15 punten).
1957 · 1958 · 1959 · 1960 · 1961 · 1962 · 1963 · 1964 · 1965 · 1966 · 1967 · 1968 · 1969-1970 · 1971 · 1972 · 1973-1975 · 1976 · 1977 · 1978 · 1979 · 1980 · 1981 · 1982 · 1983 · 1984 · 1985 · 1986 · 1987 · 1988 · 1989 · 1990 · 1991 · 1992 · 1993 · 1994 · 1995 · 1996 · 1997 · 1998 · 1999 · 2000 · 2001 · 2002 · 2003 · 2004 · 2005 · 2006 · 2007 · 2008-2010 · 2011 · 2012 · 2013 · 2014 · 2015 · 2016 · 2017 · 2018 · 2019 · 2020 · 2021 · 2022 · 2023 · 2024 · 2025